# ستيفان فيين
ستيفان فيين (بالهولندية: Stephan Veen)‏ هو لاعب هوكي الحقل هولندي، ولد في 27 يوليو 1970 في خرونينغن في هولندا.

## وصلات خارجية
- ستيفان فيين على موقع أوليمبيديا (الإنجليزية)